# Forrest Landis
Forrest Landis (* 9. August 1994 in Palm Beach, Florida) ist ein US-amerikanischer Schauspieler. Bekannt wurde er durch die Rolle des Mark Baker in Im Dutzend billiger, in dem er an der Seite von Steve Martin und Bonnie Hunt drehte.
Geboren ist Forrest in Palm Beach, aufgewachsen allerdings in Indianapolis. Als er vier Jahre alt war, wurde er von einem Talentscout in Chicago entdeckt. Mit fünf Jahren begann er zu modeln.
2003 entschied sich seine Familie, von Indianapolis nach Los Angeles zu ziehen, um Forrest bei seiner Schauspielkarriere zu unterstützen.
2004 gewann er den Young Artist Award für die Leistung eines 10-jährigen Schauspielers oder jünger für seine Rolle in Im Dutzend billiger.